# بيت الشيخ عبيد بن ثاني
بيت الشيخ عبيد بن ثاني هو مبنى تاريخي ومقر إقامة سابق للشيخ عبيد بن ثاني، يقع المنزل في منطقة الشندغة بالقرب من منزل الشيخ سعيد آل مكتوم في دبي في الإمارات العربية المتحدة. بني المنزل من الحجر والجبس والطين عام 1916 وتحول اليوم إلى متحف.

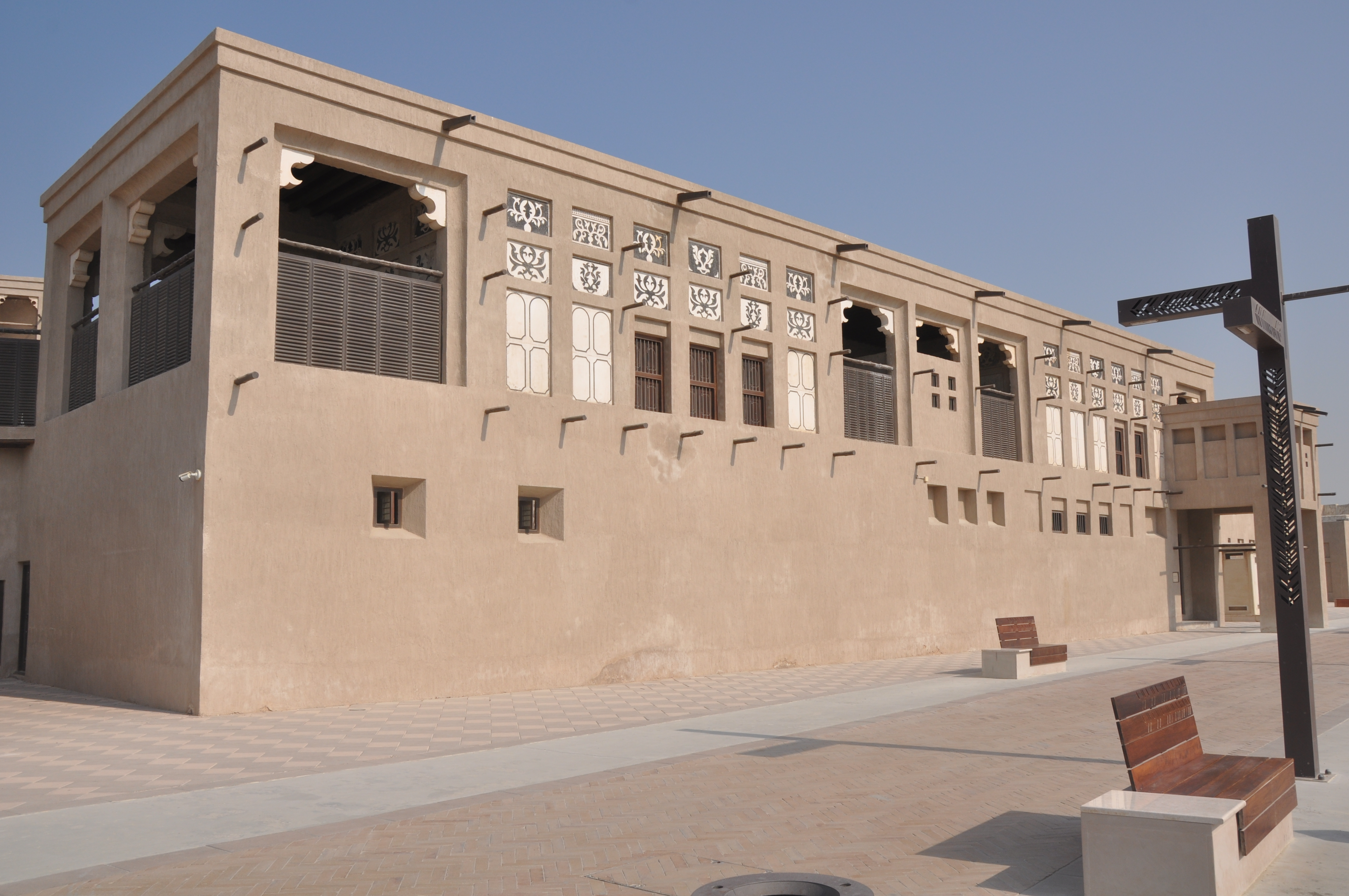
صورة تظهر التصميم المعماري التقليدي في شبابيك مبنى بيت الشيخ عبيد وجمعة بن ثاني

يعد بيت الشيخ عبيد بن ثاني من أوائل البيوت التي تم تشييدها في منطقة الشندغة وتولى بناءه ثاني بن جمعة آل مكتوم حوالي عام 1916م، وقد تم ترميمه ما بين عامي 1956 إلى 1961م. ويحتل بيت الشيخ عبيد موقعا استراتيجيا متميزا بمنطقة الشندغة شمال بيت الشيخ سعيد بن مكتوم آل مكتوم ويطل مباشرة على خور دبي من جهة الشرق. ويتكون من طابقين أرضي وعلوي تم تشييدهما على مرحلتين زمنيتين ويحتويان على 18 غرفة بالإضافة إلى مرافق الخدمة المتنوعة التي تعددت فيها العناصر والمفردات المعمارية من أقواس وركنيات خزفية ونوافذ تقليدية وأبواب خشبية.و يحتضن الطابق الثاني معرض “الخط العربي عبر الزمن”،الذي يقسم  إلى قسمين هما:
- القسم الأول: يختص بتاريخ الخط العربي ومراحل تطوره
- القسم الثاني:يضم مجموعة متنوعة من الأمثلة الأصلية للخط العربي لأشهر الخطاطين في المنطقة الإسلامية